# Парке Капуро
„Парке Капуро“ (на испански: Parque Capurro) е многофункционален стадион в столицата на Уругвай – Монтевидео.
На него играе домакинските си мачове футболният отбор „Феникс“. Капацитетът му е 10 000 места.